# Dan Pyle

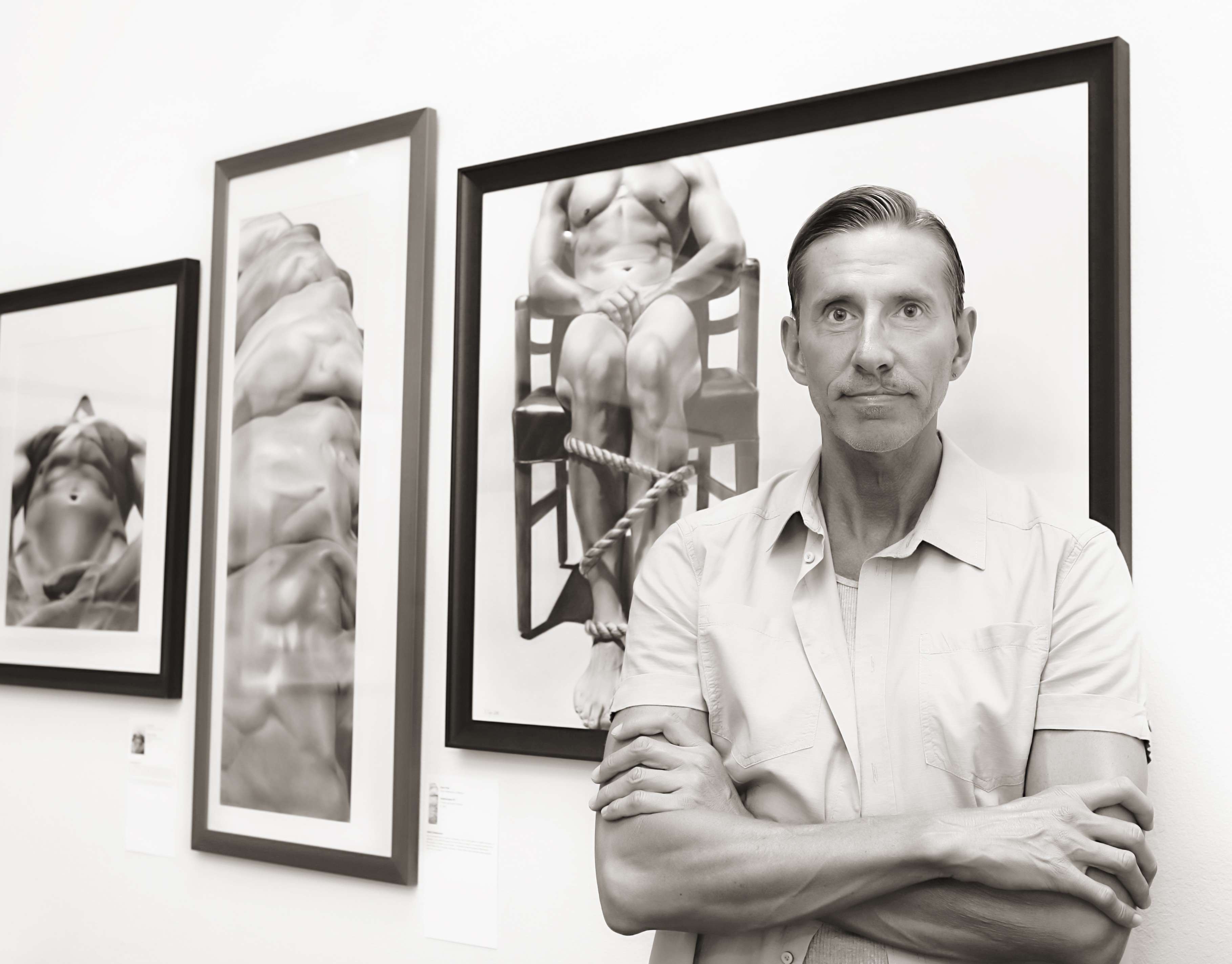
Dan Pyle (2012)

Dan Pyle (* 4. April 1954 in Wolf Point, Montana) ist ein US-amerikanischer Fotograf und Zeichner. Er ist Vertreter des zeitgenössischen Realismus. Bei seinen Werken handelt es sich überwiegend um Kohlezeichnungen, die figurative Objekte im Allgemeinen sowie den menschlichen Körper im Besonderen in den Mittelpunkt stellen.

## Leben

### Werdegang und künstlerischer Einfluss

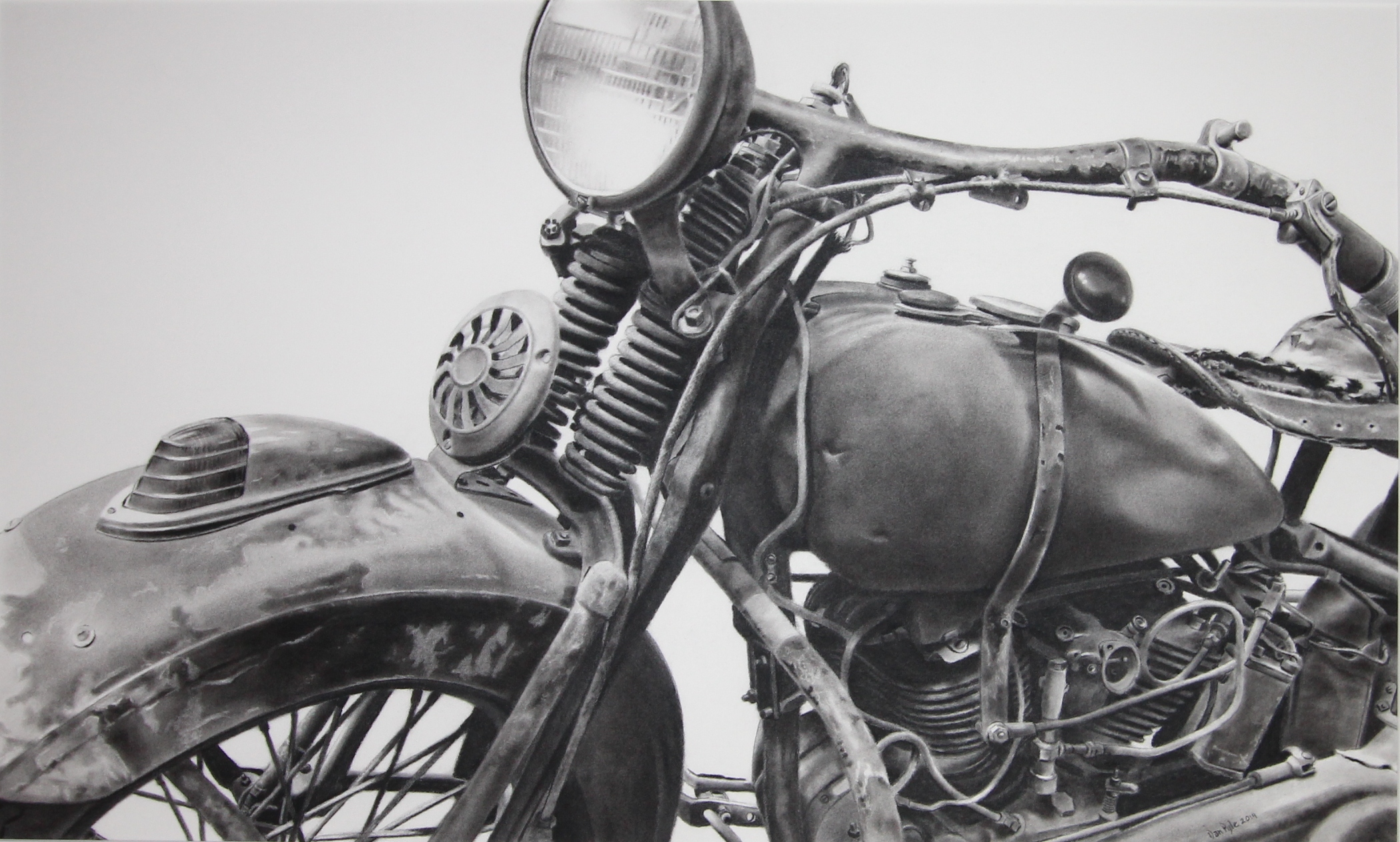
Weary Traveller (2014)

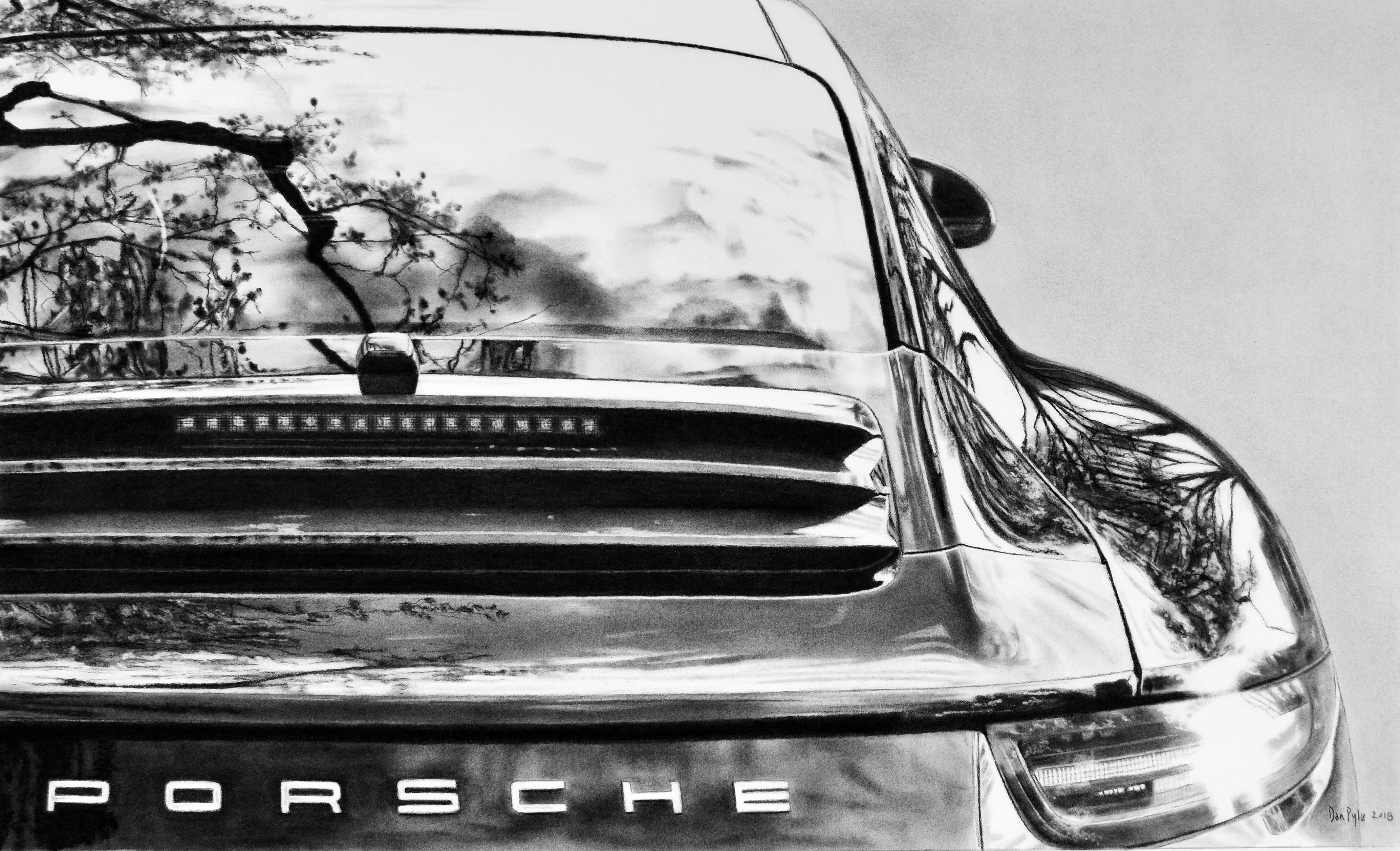
West Hollywood Porsche (2018)

Dan Pyle wurde in Wolf Point, Montana geboren und ist in Washington State aufgewachsen. Er ist ein Nachfahre des Kriegsberichterstatters Ernie Pyle. Dan Pyle malt seit seiner Kindheit und wurde früh für seine Werke ausgezeichnet. Seinen künstlerischen Werdegang begann er jedoch mit einer Ausbildung zum Balletttänzer am Pacific Northwest Ballett in Seattle und der Liebe zur Schwarz-Weiß-Fotografie, die beide wesentlich zur Entwicklung seines künstlerischen Stils beigetragen haben. Darüber hinaus ist Pyles Werk von den Kontrasten und Randunschärfen eines Jan Vermeer und William Turner geprägt. Motivisch steht der menschliche Körper im Vordergrund seines Schaffens, den er mit seinen Muskeln, Formen und Bewegungen als ehemaliger Balletttänzer authentisch und ausdrucksvoll darzustellen vermag. Nach dem Umzug nach Kalifornien ließ sich Dan Pyle in West Hollywood nieder und entwickelte seine Kohletechnik mit neuen Materialien weiter.

### Stil und Techniken

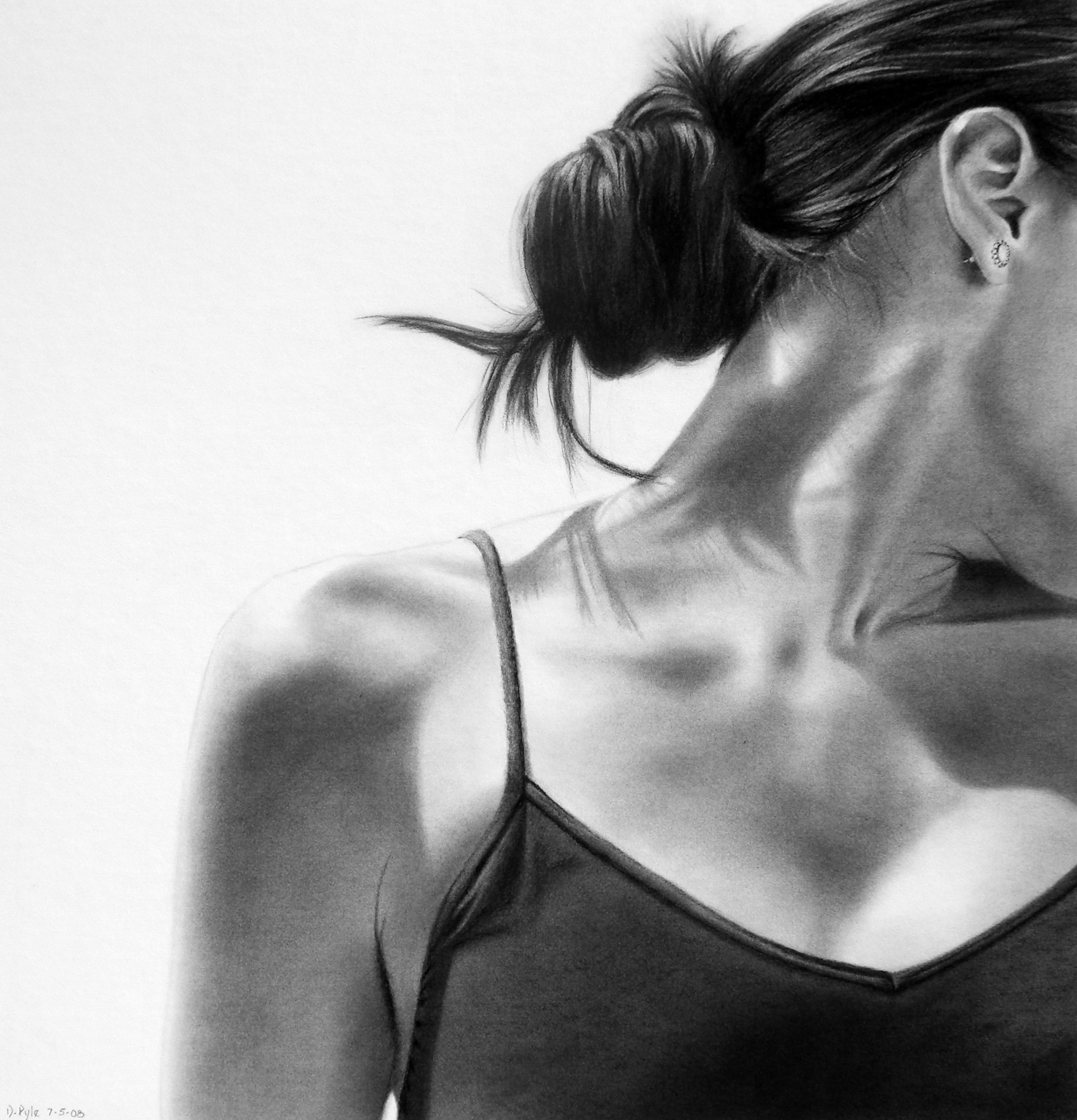
Lost in the Moment (2008)

Pyles Techniken umfassen zunächst Gemälde in Öl und Acryl sowie später auch Wall Paintings für öffentliche Räume. Nach verschiedenen Phasen, in denen er außerdem mit Tinte, Bleistift sowie mit Pastell- und Wasserfarben experimentierte, fand Pyle schließlich zum Kohlestift als das Medium seiner Wahl.
Neben der Fokussierung auf den menschlichen Körper sind es unkonventionelle und gealterte Objekte, die er fotografiert und in seine Kohlekompositionen transformiert: So werden neben lebenden Figuren auch alte Teekannen oder verrostete Motorräder zu seinen Modellen, denen er durch den Einsatz von Kontrast, negativem Raum und Unschärfe eine neue Identität verleiht. Die Anonymität, die seine Kunst widerspiegelt, ist Gegenstand und Intension zugleich.

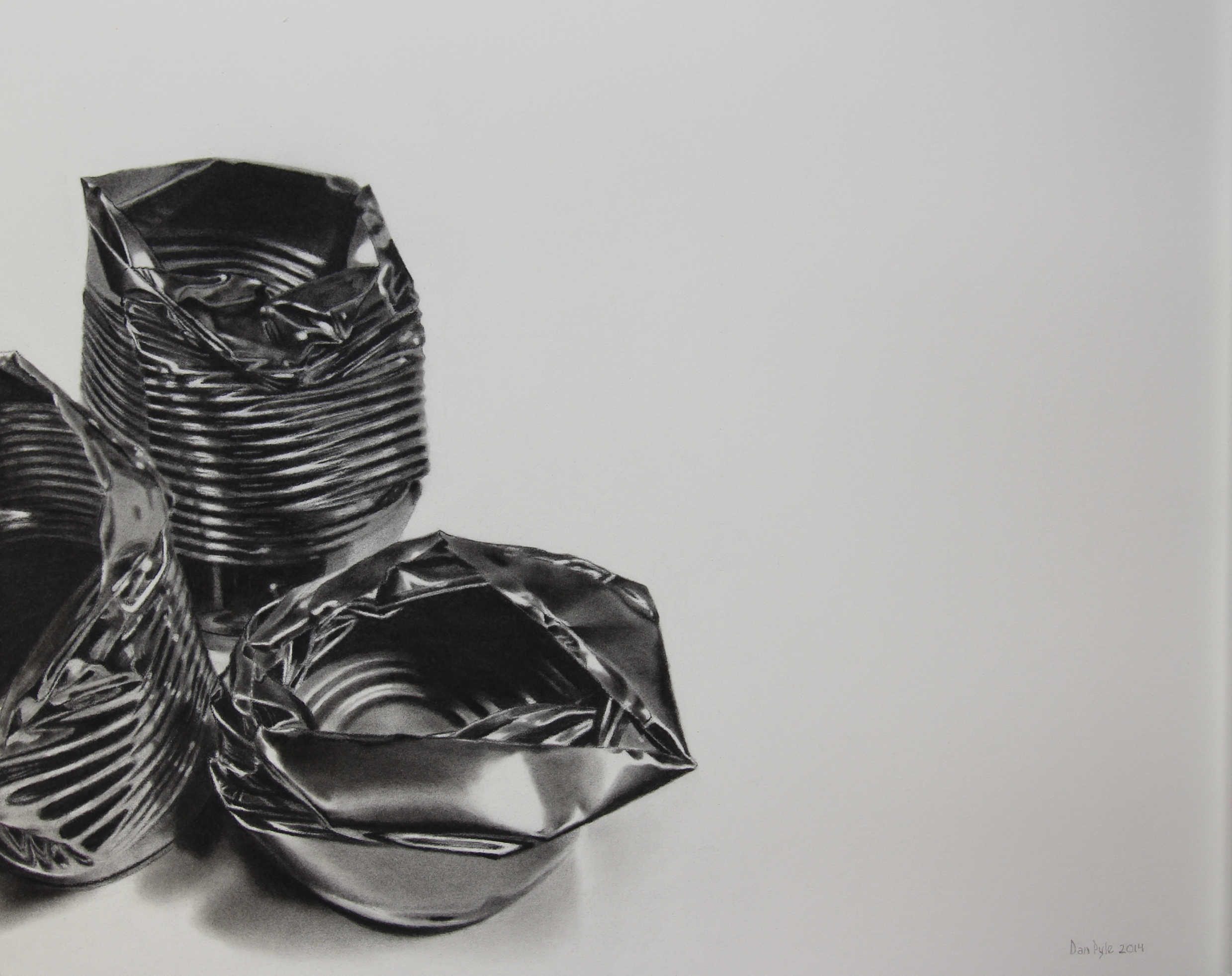
Crushed (2014)

Pyles Spiel mit Schatten und Kontrasten scheint die Anwesenheit von Farbe überflüssig zu machen, so dass auch nur wenige seiner Werke bewusst schwache farbliche Merkmale aufweisen. Auch in seiner aktuellen Phase zeigt sich der Künstler experimentierfreudig und arbeitet bspw. mit kleineren Formaten auf Holz. Der Untergrund mit seinen eigenwilligen Strukturen verleiht der aufgetragenen Kohletechnik eine zusätzliche Dimension.
Bei der Bearbeitung seiner Werke zielt Pyle darauf, durch vom Objekt abgesetzte Mattierungen auch den negativen Raum in die aktuelle Zeichnung einzubeziehen. Durch die Vermeidung einer letzten fotografischen Schärfe löst sich sein Werk vom Fotorealismus und findet zu einer eigenen Interpretation des modernen Realismus.

### Ausstellungen
Dan Pyles Werke werden vorwiegend in den USA sowie zunehmend auch in Europa ausgestellt. Im Empfangsbereich des Cosmopolitan Hotels in Las Vegas befindet sich mit 23 Bildern eine der größten privaten Sammlungen. Weitere Ausstellungen fanden u. a. in Palm Springs, Beverly Hills, Los Angeles, Hollywood, Santa Ana, Long Beach und New York statt, sowie außerdem in Kanada und Malaysia.

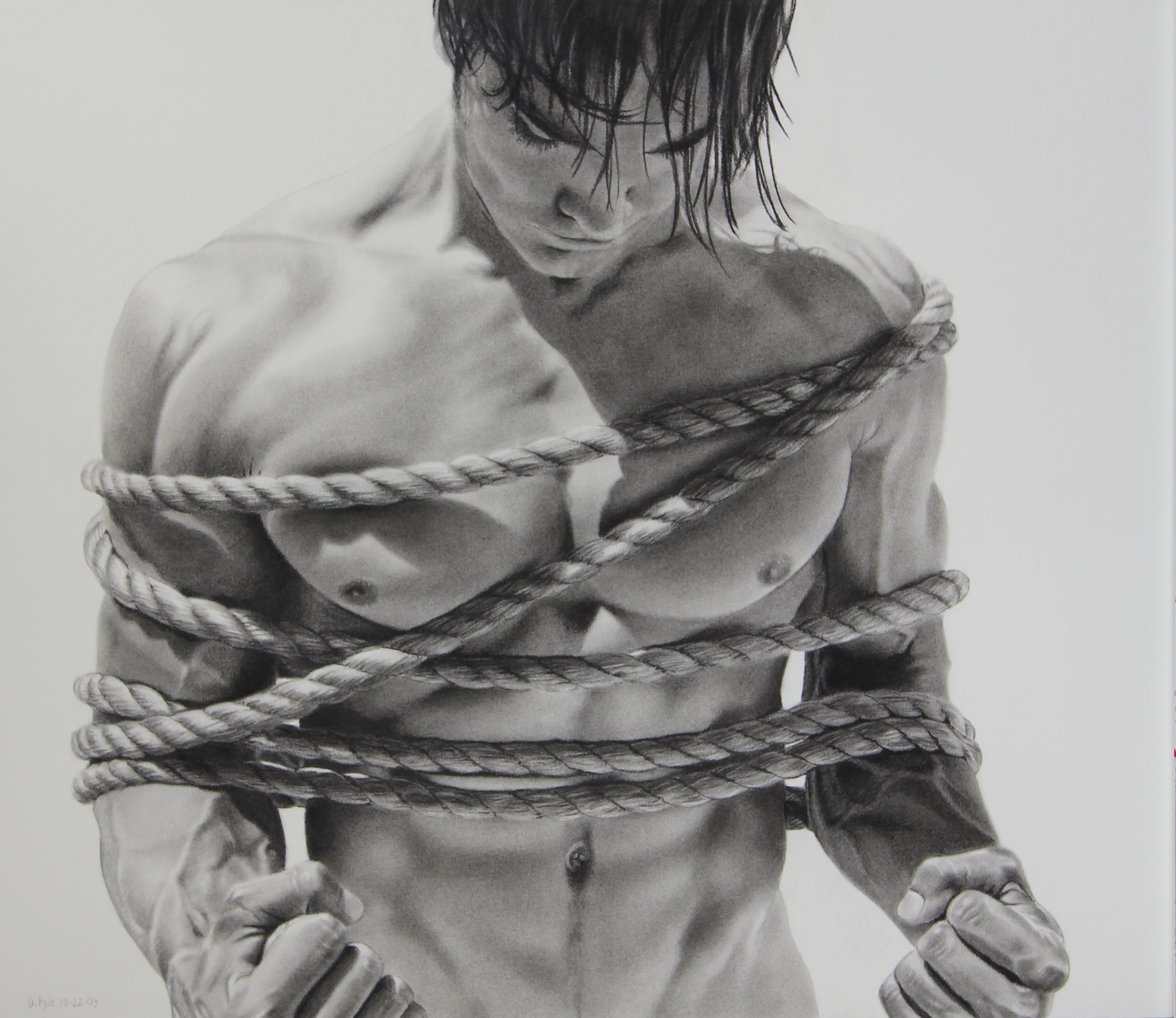
In Pursuit of Freedom (1) (2009)
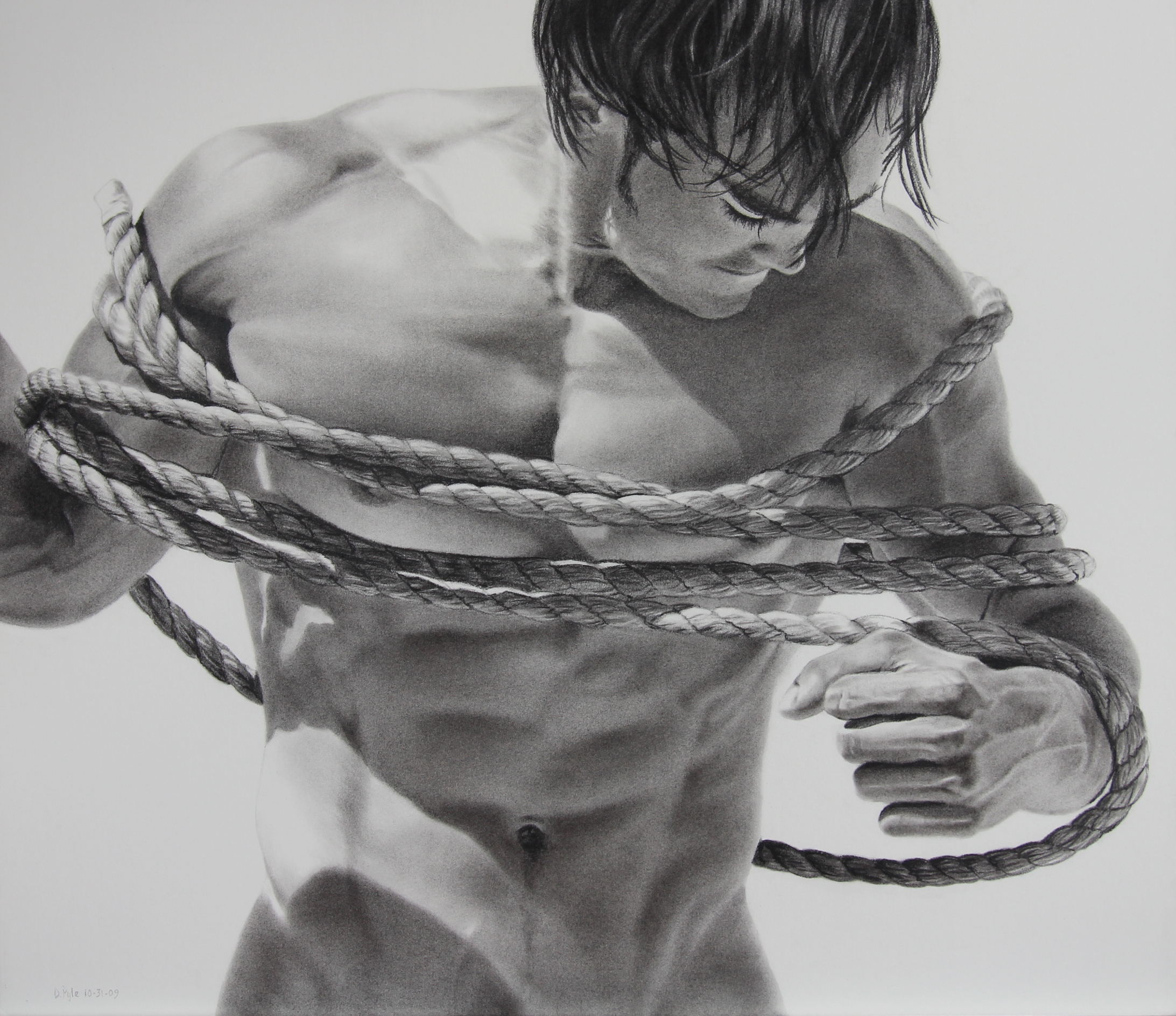
In Pursuit of Freedom (2) (2009)
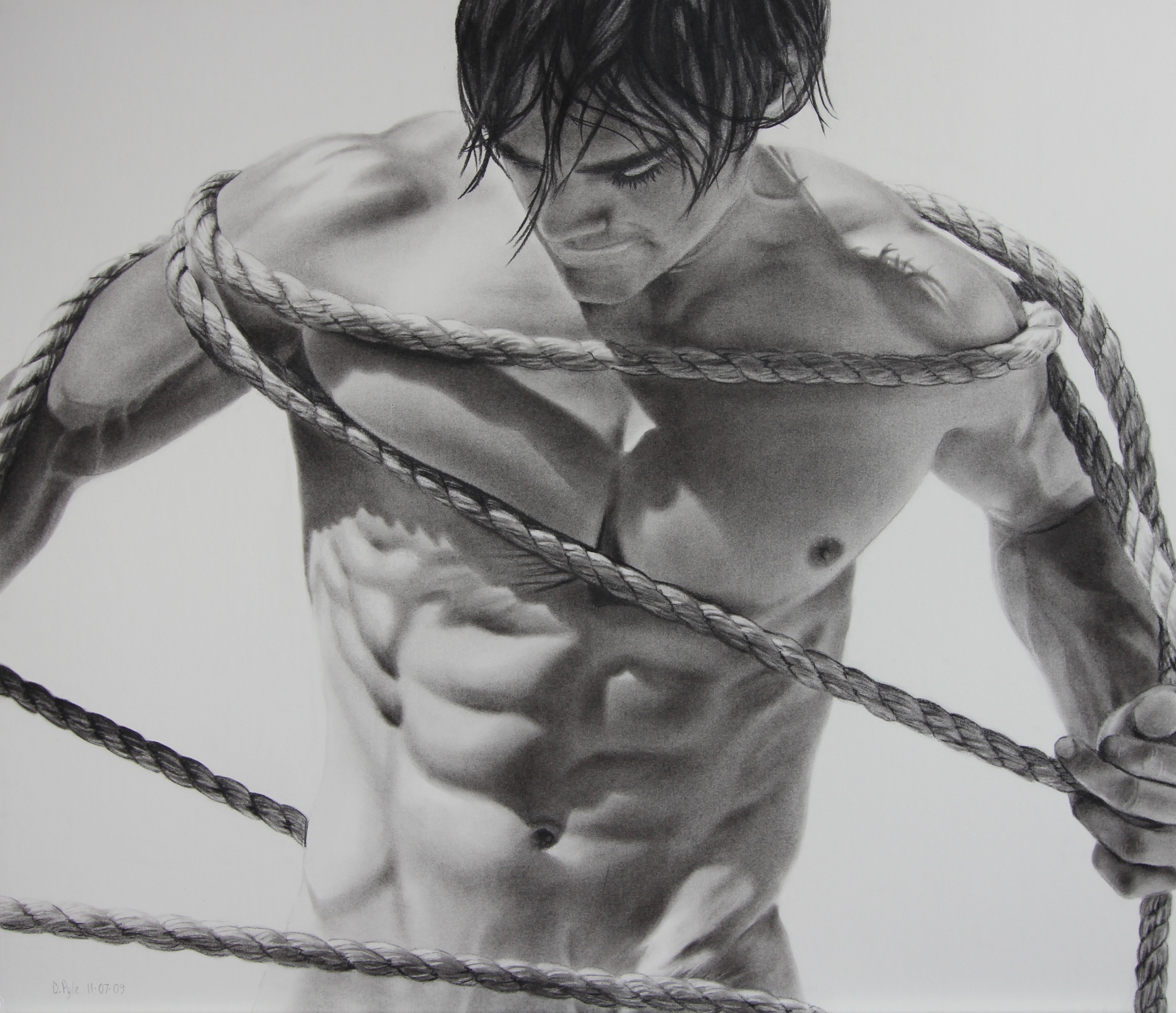
In Pursuit of Freedom (3) (2009)

## Ehrungen und Auszeichnungen (Auswahl)
- 2015 Still Point Art Quarterly – Chasing the Light (finding the shadow) – Best Drawing for “Shadows”
- 2014 American Art Awards – 1st place, Still Life category for “Weary Traveler”
- 2013 American Art Awards – 1st place, charcoal, for “In Pursuit Of Freedom”
- 2012 American Art Awards – tied 1st place for “Predicament” in charcoal category
- 2011 1st Prize winner – LarkGalleryOnline – The Rediscovery of Wonder, for “Silver Lining” & “The Accuser”